# 张巨惠
张巨惠（1931年11月—2020年6月4日），男，辽宁营口人，中华人民共和国军事人物、政治人物，中国人民解放军少将，曾任中共广东省委常委，广东省军区司令员，第七届全国人大代表。

## 生平
1947年入伍，参与辽沈战役。曾任广州军区司令部通信兵部副主任、副部长，广东省军区司令部副参谋长等职。1983年至1992年担任广东省军区司令员。2020年6月4日在广州逝世。